# 戰略陰謀：刺客末路
《戰略陰謀：刺客末路》（英語：Sniper: Assassin's End）是一部2020年美國動作片，由凱雷·安德魯斯執導，查德·麥可·柯林斯、湯姆·貝林傑和秋元才加主演。劇情描述美軍狙擊手布蘭登·貝克二等士官長因背上暗殺上市公司高層的冤名而遭到通緝，這使他尋求父親湯瑪士·貝克特等槍砲士官長的幫助，以協助找出陷害自己的幕後真兇。
該片為2017年電影《戰略陰謀：終極獵殺》的續集和《戰略陰謀》系列電影的第八部作品，2020年6月16日在美國以DVD首映的方式發行。

## 劇情
特種行動狙擊手布蘭登·貝克在與美國簽署高調貿易協定前夕被認定為暗殺上市公司高管布魯諾·迪亞茲的嫌疑人，這使他被中央情報局的約翰·富蘭克林探員逮捕。但在將布蘭登從安全屋運往另一牢房途中，他們遭到俄羅斯僱傭兵襲擊。布蘭登險些逃脫，並在遭通緝的狀態下與隱居在山中的父親湯瑪士·貝克會面。與此同時，布蘭登的上司「上校」派遣席羅·羅森貝格探員協助該案件，並在經過一連串的調查後得知布蘭登被陷害的緣由。
約翰·富蘭克林探員認為湯瑪士·貝克也是其幫兇，便派了一支部隊去找他們。但該小隊在撤退時遭到日本籍殺手「死亡夫人」的狙擊，貝克父子倆在森林中與死亡夫人對峙，最終聯合制伏了對方。布蘭登向富蘭克林探員建議讓死亡夫人協助他們，以誘騙死亡夫人的雇主兼陷害自己的德雷克·菲尼克斯；菲尼克斯也是布蘭登的前戰友，紀錄不良的他被認為早已死亡。
獨自行動的席羅被菲尼克斯和其上司兼製藥公司唐納·索斯（破壞貿易協定的幕後主使者）制伏。死亡夫人帶著布蘭登作為人質前去與菲尼克斯見面，但他們的計劃被對方識破，使死亡夫人被菲尼克斯開槍打傷，而布蘭登則被菲尼克斯押為人質兼擋箭牌。貝克起初缺乏自信且猶豫不決，但最後仍成功開槍殺死了菲尼克斯。索斯被逮捕，貝克與布蘭登重聚並相約去喝酒。事後，在美國罪名一筆勾銷的死亡夫人跟隨著席羅行動。

## 演員
- 查德·麥可·柯林斯飾演布蘭登·貝克二等士官長
- 湯姆·貝林傑飾演湯瑪士·貝克特等槍砲士官長（英语：Master Sergeant Brandon Beckett）
- 秋元才加飾演三船優紀／死亡夫人（Yuki Mifune / Lady Death）
- 萊恩·羅賓斯飾演澤克·「席羅」·羅森貝格探員（Agent Zeke "Zero" Rosenberg）
- 洛奇林·莫羅飾演約翰·富蘭克林探員（Agent John Franklin）
- 艾蜜莉·田納特（英语：Emily Tennant）飾演茱麗葉·柯洛佛探員（Agent Juliet Clover）
- 文生·蓋爾（英语：Vincent Gale）飾演唐納·索斯（Donald South）
- 貝瑟妮·布朗（Bethany Brown）飾演莎拉·彼得森（Sarah Peterson）
- 維克多·法夫林（Victor Favrin）飾演布魯諾·迪亞茲（Bruno Diaz）
- 麥可·瓊森（Michael Jonsson）飾演德雷克·菲尼克斯（Drake Phoenix）
- 艾莉莎·芭芭拉（Alyssa Barbara）飾演與唐納·索斯共餐的年輕美女

## 外部連結
- 互联网电影数据库（IMDb）上《戰略陰謀：刺客末路》的资料（英文）